# 19e Leger (Wehrmacht)
Het 19e Leger (Duits: 19. Armee) was een onderdeel van het Duitse leger in de Tweede Wereldoorlog. Het werd opgericht op 26 augustus 1943 en het vormde het bezettingsleger in Zuid-Frankrijk. Het 19e Leger vocht uitsluitend aan het westfront en op 5 mei 1945 capituleerde het leger nabij Innsbruck.

## Terugtocht naar de Duitse grens

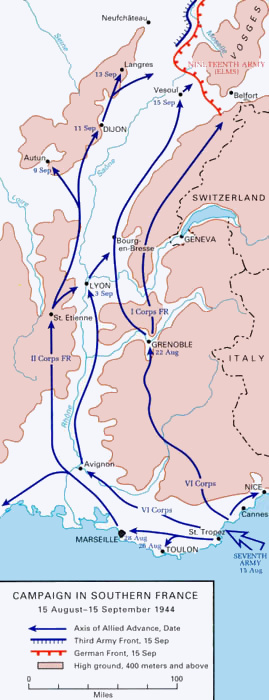
Opmars van het Amerikaanse Zevende Leger

Op 26 augustus 1943 werd Armeegruppe Felber omgevormd tot het 19e Leger, dat als bezettingsleger in Zuid-Frankrijk was gelegerd. Aanvankelijk bestond het leger slechts uit drie divisies maar in mei 1944 was dit aantal reeds verhoogd naar acht divisies. Deze divisies bestonden echter voornamelijk uit opleidingsbataljons, reservisten of eenheden die opnieuw werden uitgerust na de strijd aan het oostfront. Ze fungeerden als garnizoenstroepen en ze hielden zich bezig met bewakingsopdrachten of het opsporen van Franse verzetslieden. Bovendien bestonden een aantal bataljons uit Russen, Georgiërs en Oekraniërs, die waren overgelopen. Het Duitse opperbevel vertrouwde hen echter niet voldoende om hen in te zetten tegen hun eigen landgenoten en daarom waren ze overgeplaatst naar Frankrijk.
Het 19e Leger was verantwoordelijk voor de verdediging van de kustlijn van Menton tot aan de Spaanse grens. Sinds de geallieerde landingen in Normandië had generaal Wiese drie van zijn divisies moeten afstaan aan het 7e Leger. In ruil had hij de 198e Divisie en 716e Divisie ontvangen. Beide divisies hadden zware verliezen geleden en ze waren nauwelijks sterker dan een regiment. Op 10 augustus 1944 kreeg hij opdracht om ook de 338e Divisie naar het noorden te sturen. Als compensatie zou de 11e Pantserdivisie van Montauban naar Avignon worden gestuurd. Beide verplaatsingen waren nog bezig, toen op 15 augustus de geallieerde landingen in Zuid-Frankrijk begonnen.
Reeds op de tweede dag van het offensief was duidelijk dat het 19e Leger niet in staat was om de Amerikaanse en Franse troepen terug te drijven. Adolf Hitler gaf toestemming om het 19e Leger door de Rhône-vallei naar het noorden terug te trekken. Hun nieuwe verdedigingslinie zou gevormd worden door de lijn Lyon – Aix-les-Bains. Twee divisies, de 148e Divisie en de 157e Divisie, moesten naar het oosten trekken. Hun taak was de verdediging van de Franse Alpen. Ze werden onder bevel geplaatst van de Duitse commandant in Italië, generaal Albert Kesselring. De 242e Divisie moest standhouden in Toulon en de 244e Divisie kreeg dezelfde opdracht in Marseille. De Duitsers wilden de haven zo lang mogelijk in handen houden, maar dat plan mislukte. Reeds op 23 augustus 1944 viel Toulon en drie dagen later gaf het Duitse garnizoen in Marseille zich over.
Omdat het Duitse front in Normandië was ingestort, dreigde het 19e Leger te worden afgesneden van zijn bevoorradingslijnen. Generaal Wiese trok zich verder naar het noorden terug in de hoop contact te maken met eenheden van de verslagen Legergroep B, die zich ook naar Duitsland terugtrokken. Begin september 1944 kwam de Duitse terugtocht tot stilstand aan de voet van de Vogezen.

## Strijd in de Elzas
Na de mislukte operatie Market Garden stabiliseerde het front. Het 19e Leger vormde de linkerflank van Legergroep G. Het bevond zich aan de westelijke flank van de Vogezen. Het had zich ingegraven aan de bovenloop van de Moezel met als taak het zogenaamde 'gat van Belfort' af te sluiten. Dit was een relatief vlakke landsstreek tussen Montbéliard en Belfort. Dit terrein was geschikt voor de mobiele oorlogsvoering van de geallieerden en generaal Balck, bevelhebber van Legergroep G, vreesde een aanval in dit gebied. Bovendien had hij de opdracht gekregen om de Elzas tot elke prijs te behouden.
Op 14 november 1944 begonnen de strijdkrachten van het Franse 1e Leger onder barre weersomstandigheden een verrassingsaanval op de Duitse posities bij Belfort. Het 64e Legerkorps hield aanvankelijk stand en de Fransen werden gehinderd door de uitgebreide mijnenvelden. Op 15 november werd de commandant van de 338ste divisie gedood door een Franse patrouille en de plattegrond van de Duitse posities viel in Franse handen. Onmiddellijk pasten de Fransen hun aanval aan en braken door de Duitse linies. De linkerflank van het 19e Leger stortte ineen. Op 17 november 1944 wierp generaal De Lattre de Tassigny de Franse 1ste Pantserdivisie in de strijd. Ze veroverden bij Delle een onbeschadigde brug over de Allaine en op 19 november 1944 bereikten ze de Rijn.

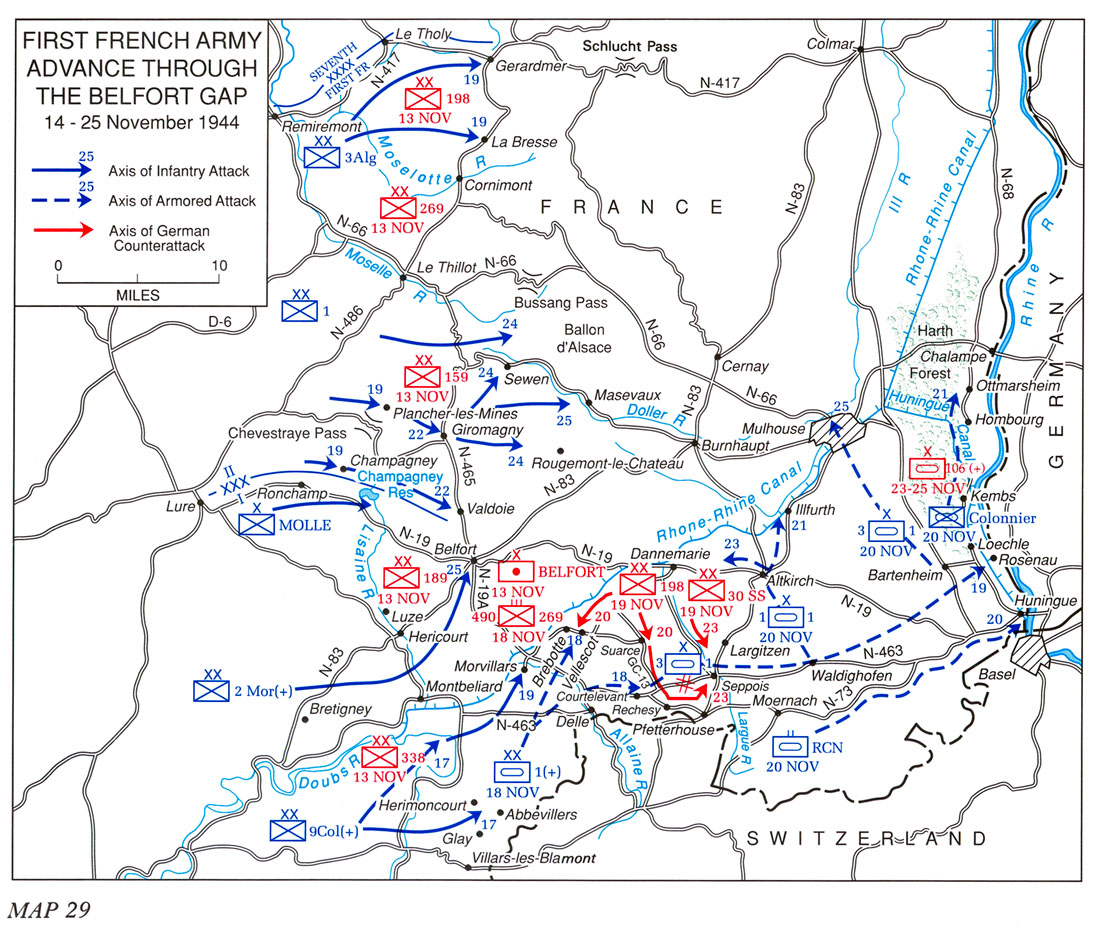
Gevechten in de Elzas (november 1944)

Generaal Wiese realiseerde het gevaar van deze doorbraak. Als hij de Franse aanval niet kon blokkeren, dan dreigde de omsingeling van het 19e Leger. Hij schraapte alle reserves samen en hij wierp de 198ste divisie, gesteund door een aantal Jagdpanthers en de 30. Waffen-Grenadier-Division der SS (russische Nr. 2), bestaande uit Wit-Russische soldaten, in de tegenaanval. De regen verhinderde de geallieerde vliegtuigen om hun troepen luchtsteun te geven. De Duitsers slaagden erin de Franse aanvoerlijn af te snijden, maar een dag later werden de Duitsers op hun beurt omsingeld. Aanval en tegenaanval wisselden elkaar af. Vooral op de weg van Delle naar Seppois werd hevig gevochten. De restanten van een Duitse regiment werden tegen de Zwitserse grens gedrukt en ze hadden geen andere keuze dan zich over te geven of te laten interneren. Op 24 november 1944 braken de Duitsers het gevecht af. Generaal Wiese had zijn laatste mobiele reserves opgebruikt, maar zijn tegenaanval was mislukt.
Op 25 november 1944 viel Belfort in Franse handen van het Franse 2de Korps. Op dezelfde dag keerde het Franse 1ste Korps naar het westen in een poging het Duitse 63ste Korps te omsingelen. Deze manoeuvre verraste de Duitsers. Het 19e Leger had geen mobiele reserves meer om deze nieuwe opmars te blokkeren. Generaal Wiese probeerde zijn eenheden naar het noorden terug te trekken, maar hij was te laat. De tangen van de omsingelingsbeweging sloten zich bij Burnhaupt. Meer dan 27 000 Duitsers werden gedood, gewond of krijgsgevangen genomen. Het 19e Leger trok zich verder terug naar het westen, maar Adolf Hitler weigerde toestemming te geven om de Elzas te ontruimen.
Door de terugtocht van zijn noordelijke buur, het 1e Leger, bleef het 19e Leger geïsoleerd op de linkeroever van de Rijn. Nabij Colmar vormde generaal Wiese een cirkelvormig bruggenhoofd van ongeveer 65 kilometer. Dit bruggenhoofd werd bekend als de Colmar-pocket.

## Strijd in de Colmarpocket
Vanuit deze pocket vormde het 19e Leger de zuidelijke aanvalsmacht van Operatie Noorderwind, het laatste Duitse offensief aan het westfront. Het de doel van het offensief was de vernietiging van het Amerikaanse Zevende Leger. De pantserbrigade Feldherrnhalle en de 198ste divisie slaagden erin om door te dringen tot de Ersteinheuvels, ongeveer 20 kilometer ten zuiden van Straatsburg. Toen kwam de opmars tot stilstand. Reichsführer-SS Heinrich Himmler schoof de verantwoordelijkheid voor het mislukken van het offensief door naar generaal Wiese. De commandant van het 19e Leger werd vervangen door generaal Siegfried Rasp, die opdracht kreeg om de Colmar-pocket te behouden.
Generaal Rasp beschikte over 6 divisies en één pantserbrigade, maar geen van zijn eenheden was op volle sterkte. De 198ste divisie vormde zijn sterkste eenheid en die telde slechts 6891 man. De andere divisies waren zelfs nog zwakker. Toch was generaal Rasp ervan overtuigd dat hij minstens twee maanden kon standhouden tegen de geallieerde aanvallen. Het heuvelachtige terrein was bezaaid met bossen en diepe geulen. Dit was in het voordeel van de Duitse verdediging. Ook het winterweer was in het voordeel van het 19e Leger. Sneeuwstormen hinderden het geallieerde luchtverkeer en ze maakten de wegen onbegaanbaar.
Op 20 januari 1945 begon de aanval op het zuidelijk deel van de pocket. Het Franse 1ste Korps viel aan tussen Mulhouse en Thann, maar de Duitse verdediging hield stand. Vooral in het Nünenbruckwoud werd hevig gevochten. De Franse infanterie kreeg ondersteuning van tanks, maar de ingegraven Duitse Jagdpanthers veroorzaakten veel verliezen onder de geallieerde tanks. In het gebied rond Wittenheim wisten de Fransen dankzij hun artillerie door te breken, maar onder dekking van een sneeuwstorm deden de Duitsers een tegenaanval. Generaal Rasp haalde alle beschikbare reserves weg bij de andere eenheden en hij dirigeerde ze naar de bedreigde sector. 

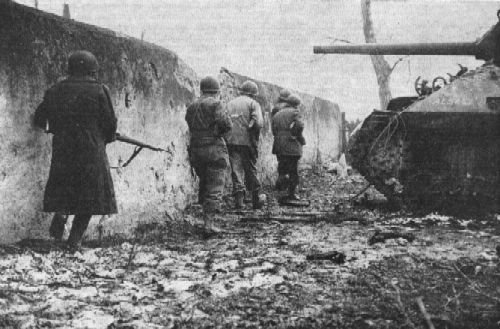
Amerikaanse soldaten in Ostheim

Op 23 januari 1945 viel het Franse 2e Korps de noordzijde van de pocket aan. De Amerikaanse 3de divisie dreef de Duitse verdedigers terug en ze veroverden Ostheim, terwijl de Fransen Illhaeusern veroverden. Het 64e Korps bleef weerstand bieden en ze gingen zelfs in de tegenaanval. Duitse scherpschutters en ingegraven tanks eisten een zware tol onder de aanvallers en de geallieerde opmars vertraagde. Slechts met massale artilleriesteun kwam de aanval van de Franse 2de pantserdivisie weer op gang. Als ondersteuning werden de 28e Amerikaanse Divisie en de 75e Amerikaanse Divisie ingezet. Op 27 januari 1945 trok generaal Rasp de restanten van de 198e Divisie terug achter het Rhône-Rijnkanaal.
Op 9 februari 1945 trokken de laatste Duitse troepen zich terug over de Rijn en bliezen de bruggen op. Het 19e Leger slaagde erin om 50.000 man, 7.000 voertuigen en 60 tanks te evacueren. Uiteindelijk had generaal Rasp met 6 verzwakte divisies negentien dagen standgehouden tegen 11 geallieerde divisies, waaronder 3 pantserdivisies. Hij liet 22.000 doden, gewonden en gevangen achter.
Voor de rest van de oorlog was de sector van het 19e Leger relatief rustig. De geallieerden ondernamen geen poging om de Rijn over te steken en de Duitse soldaten hielden zich meer bezig met het overleven van de oorlog en het vermijden van een overplaatsing naar het oostfront, dan met de verdediging van de Rijnbarrière. Naarmate dat het Amerikaanse Zevende Leger en het Franse 1e Leger dieper in Zuid-Duitsland oprukten, trok het 19e Leger zich verder terug zonder effectief weerstand te bieden. Op 5 mei 1945 gaf het hoofdkwartier zich over aan het Amerikaanse 6de Korps.

## Commandanten
| Rang                        | Naam                 | Begin            | Eind             |
| --------------------------- | -------------------- | ---------------- | ---------------- |
| Generaal der Infanterie     | Georg von Sodenstern | 26 augustus 1943 | 16 januari 1944  |
| Generaal der Vliegeniers    | Eric Petersen        | 16 januari 1944  | 1 februari 1944  |
| Generaal der Infanterie     | Georg von Sodenstern | 1 februari 1944  | 2 juli 1944      |
| Generaal der Infanterie     | Friedrich Wiese      | 2 juli 1944      | 18 december 1944 |
| Generaal der Infanterie     | Siegfried Rasp       | 18 december 1944 | 14 februari 1945 |
| SS-Obergruppenführer        | Georg Keppler        | 14 februari 1945 | 24 februari 1945 |
| Generaal der Infanterie     | Hermann Foertsch     | 24 februari 1945 | 3 maart 1945     |
| Generaal der Infanterie     | Hans von Obstfelder  | 3 maart 1945     | 26 maart 1945    |
| Generaal der Pantsertroepen | Erich Brandenberger  | 26 maart 1945    | 5 mei 1945       |

Bij de oprichting van het leger op 24 augustus 1943 kreeg generaal Georg von Sodenstern tijdelijk het bevel.  Op 1 januari 1944 volgde zijn definitieve benoeming.  Tijdens de afwezigheid van generaal von Sodenstern was generaal Eric Petersen zijn plaatsvervanger.  De generaals Friedrich Wiese en Siegfried Rasp voerden slechts tijdelijk het bevel.  Generaal Siegfried Rasp werd van bevelhebber van een divisie onmiddellijk bevorderd tot bevelhebber van een leger. Dit was eerder uitzonderlijk.
Op 14 februari 1945 werd generaal Rasp vervangen door SS-Obergruppenführer Georg Keppler.  Hij werd op zijn beurt vervangen door Generaal Hermann Foertsch.  Beide mannen waren slechts plaatsvervangers tot een nieuwe commandant werd benoemd.  Generaal Hans von Obstfelder was aanvankelijk enkel een plaatsvervanger, maar op 22 maart 1945 kreeg hij tijdelijk het bevel over het leger.  Enkele dagen later droeg hij het bevel over aan generaal Erich Brandenberger, die tot de plaatsvervanger was aangesteld.